# Baia del Rogiolo

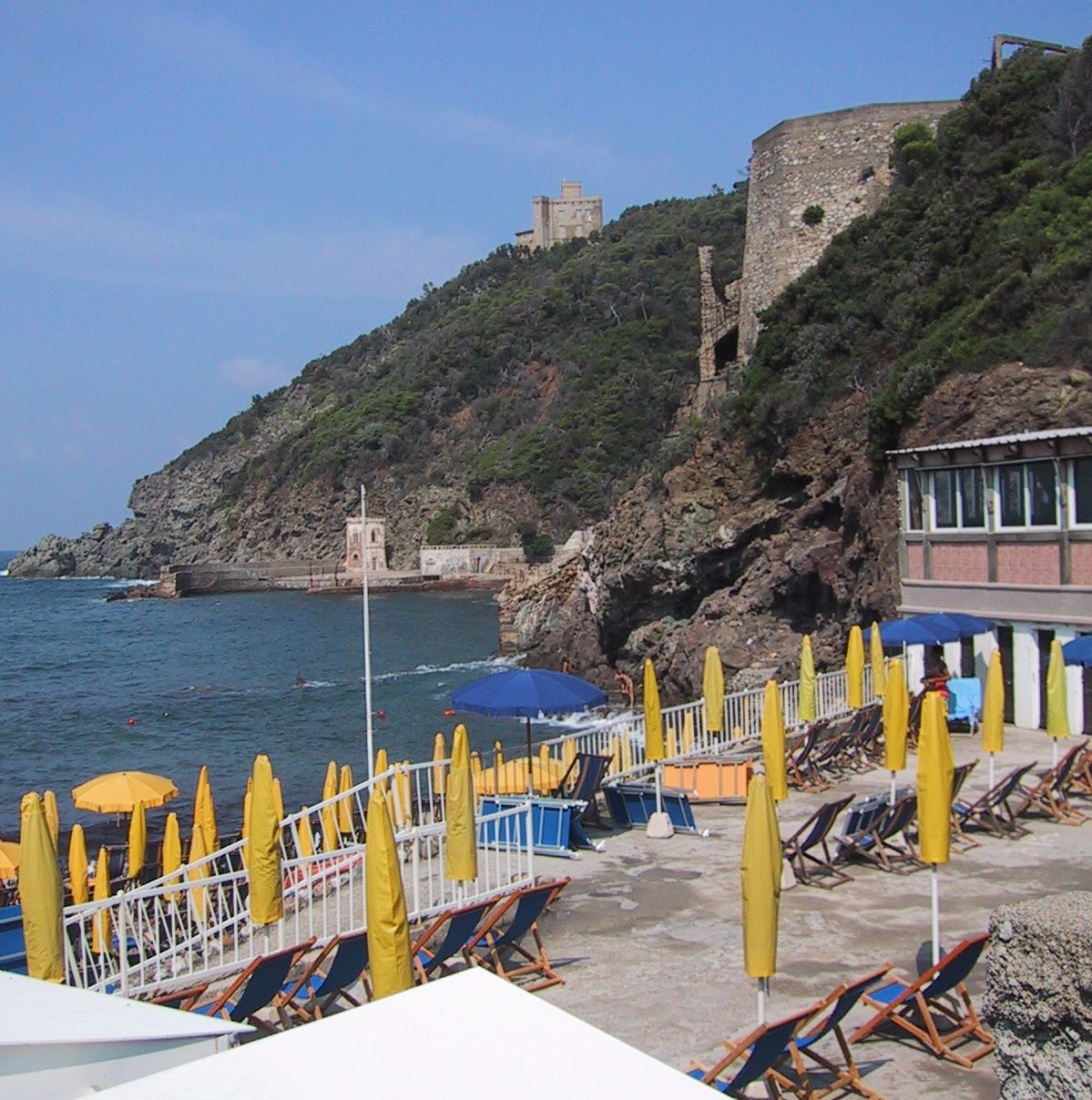
Baia del Rogiolo

La baia del Rogiolo è situata nell'estremità più settentrionale della frazione livornese di Quercianella.

## Descrizione
La baia, situata in mezzo fra il promontorio denominato Torre del Romito (su cui si erge il Castello Sonnino) e una collinetta affacciata sul mare (ove si innalza la neomedievale villa Jana), è la foce di un piccolo torrente, il botro del Rogiolo, che, nonostante le ridotte dimensioni sul suo alveo l'acqua scorre tutto l'anno per la presenza di una piccola sorgente a monte, cosa rara per questi corsi d'acqua.
Proprio alla foce del torrente sono situati i bagni Rogiolo, presenti dal 1961, e tutti gli anni classificati come "Bandiera Blu" per la qualità dell'acqua antistante lo stabilimento.
Sotto al versante sud del promontorio Torre del Romito, si trova il piccolo porticciolo del Castello Sonnino, con fondali che vanno da 1 a 1 metro e mezzo, con una piccola torre; nonostante sia possedimento dell'omonimo castello, la gioventù livornese "assedia" il sito, soprattutto d'estate, vista anche la discesa che dalla via Aurelia porta al mare.
Su uno sperone di terra è situata una struttura fatiscente ed imponente allo stesso tempo, che nel corso del Novecento fungeva da attracco per le varie chiatte che arrivavano nella baia per ricevere la ghiaia proveniente dalle colline sovrastanti, e da lì passante.
Zona pericolosa per via dello stato d'abbandono che si è impossessato della struttura, è luogo amato per i tuffi da media altezza (5 metri) dai più temerari.
Vicino alla punta estrema del promontorio del Castello Sonnino si ergono tre grandi scogli e un'infinità di minuscole insenature, non ci sono vie di mezzo, si passa da mezzo metro alla riva ai 15 antistanti la punta del promontorio.
Sotto la superficie dell'acqua si trovano vere e proprie praterie di Posidonia oceanica, una pianta marina prediletta per la deposizione delle uova da parte delle seppie, ed altre specie.